# Xã Pretty Rock, Quận Grant, Bắc Dakota
Xã Pretty Rock (tiếng Anh: Pretty Rock Township) là một xã thuộc quận Grant, tiểu bang Bắc Dakota, Hoa Kỳ. Năm 2010, dân số của xã này là 13 người.